# Belak (Schmuck)

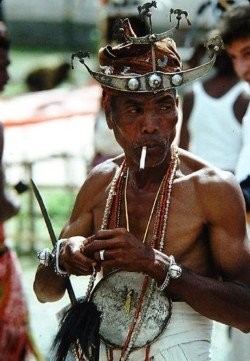
Mann mit Kaibauk und Belak in Ermera

Ein Belak (Tetum für Scheibe) ist ein Bestandteil der traditionellen Tracht verschiedener timoresischer Ethnien. Es handelt sich dabei um eine runde Scheibe, meist aus Bronze, aber auch aus Gold oder Silber. Es wird an einer Kette oder Schnur um den Hals, vor der Brust getragen.

## Ursprung

Boaventura, Herrscher von Manufahi (etwa 1912)

Früher wurde Kriegern, die von der erfolgreichen Kopfjagd zurückkehrten, der Titel Assuai (der Tapfere) verliehen und als Siegeszeichen ein Belak oder ein Armreif übergeben. Als Geschenk des Bräutigams an die Familie der Braut (Barlake) werden Belaks noch heute verwendet.

## Bedeutung
Als Mondsymbol steht das Belak für Weiblichkeit, Kälte, Passivität, Fruchtbarkeit und ritueller Macht. Sein maskulines Gegenstück ist das Kaibauk, eine Krone in Form von Büffelhörnern, das die Sonne, Hitze, Aktivität, Sicherheit und politische Macht symbolisiert. Belak und Kaibauk zusammen symbolisieren, indem sie sich ergänzen, Harmonie und Balance.
Papst Franziskus deutete bei seinem Besuch in Osttimor 2024 Kaibauk und Belak in einem christlichen Sinne. Die Kaibauk bedeute Energie und Wärme und könne „die lebensspendende Kraft Gottes darstellen“. Weil die Kaibauk als Krone am Kopf getragen wird, zeige es, „dass auch wir mit dem Licht des Wortes Gottes und mit der Kraft seiner Gnade durch unsere Entscheidungen und Handlungen am großen Heilsplan mitwirken können.“ Das Belak, wird auf der Brust getragen und ergänze das erste. Es erinnere laut Franziskus an den Mondschein, „der in der Nacht das Licht der Sonne bescheiden reflektiert“. Das Belak stehe für Frieden, Fruchtbarkeit, Sanftheit und mithin für „die Zärtlichkeit der Mutter, die mit dem zarten Widerschein ihrer Liebe alles, was sie berührt, mit demselben Licht erstrahlen lässt, das sie von Gott empfängt.“ Mit diesen beiden Eigenschaften interpretierte der Papst, „Kraft und Zärtlichkeit von Vater und Mutter“, zeige Gott „sein Königtum, das aus Liebe und Barmherzigkeit besteht“.

## Galerie

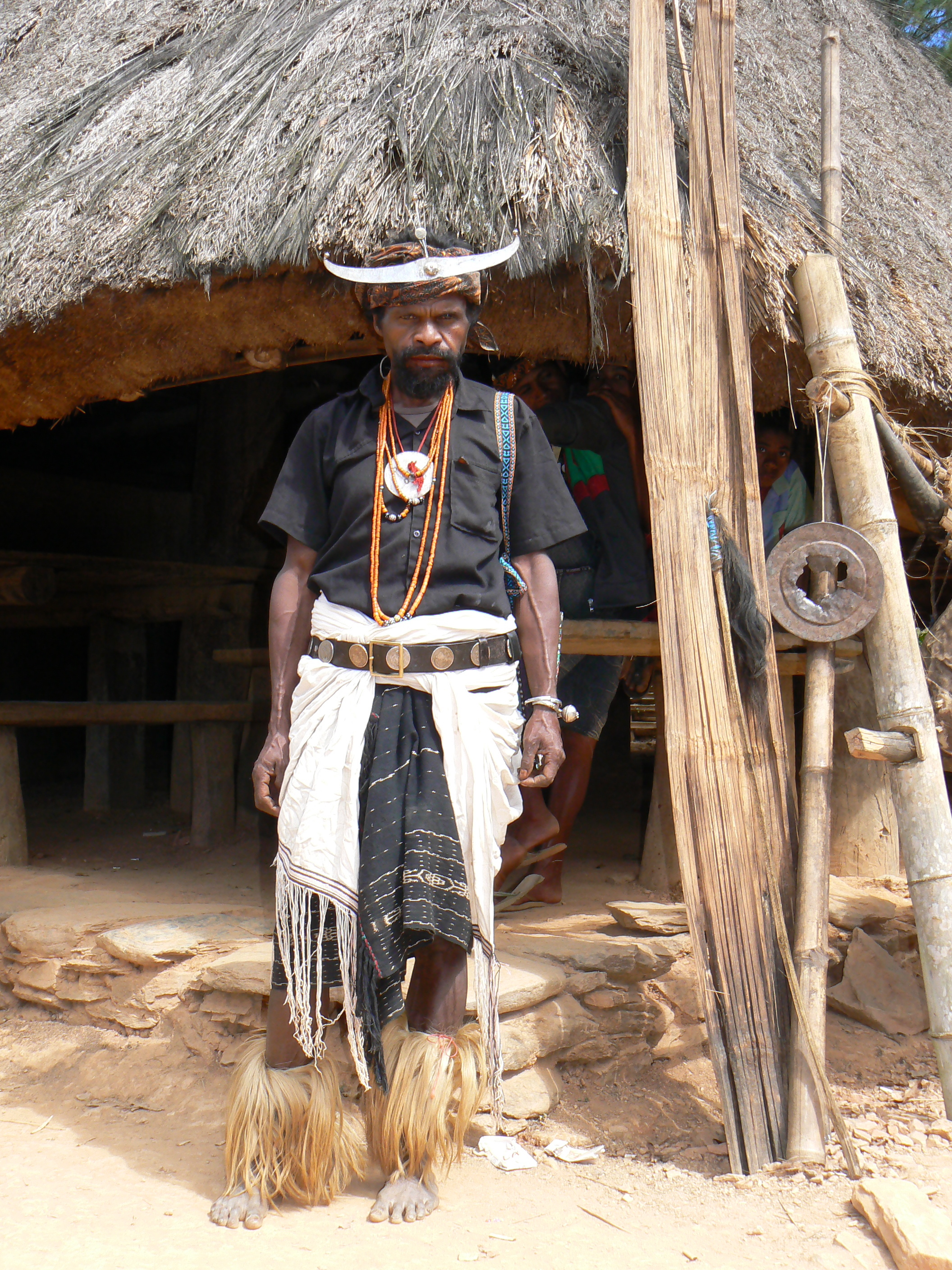
Mann vor einem Uma Lulik in Estado mit Kaibauk und Belak
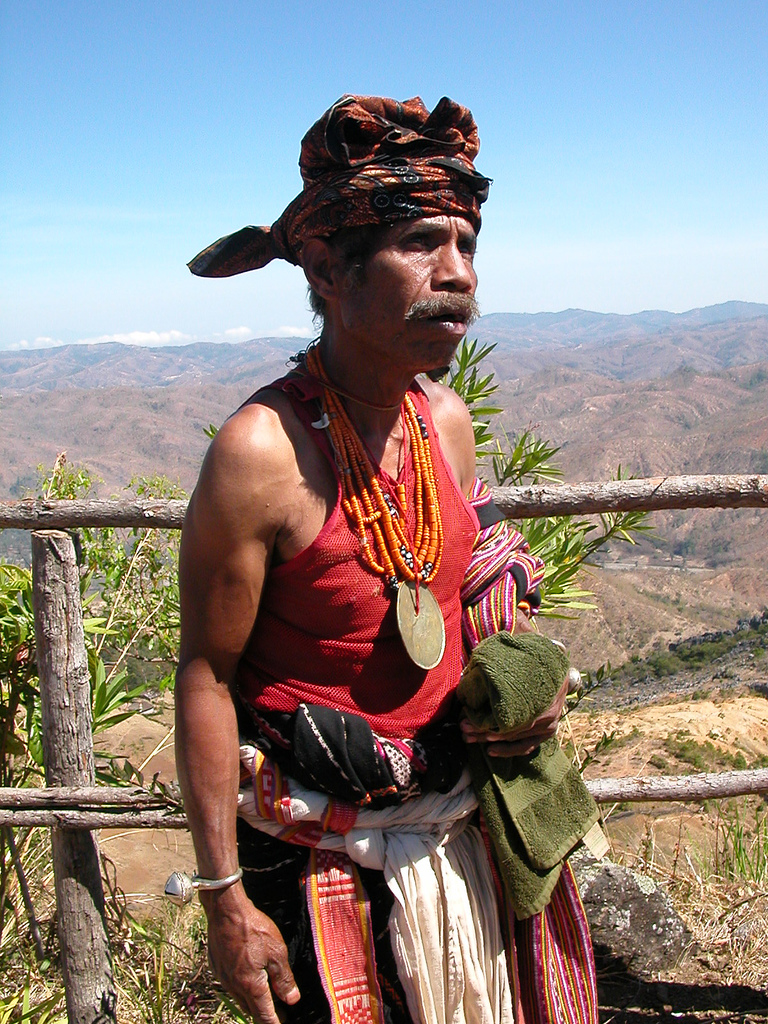
Mann in traditioneller Kleidung mit einem Belak
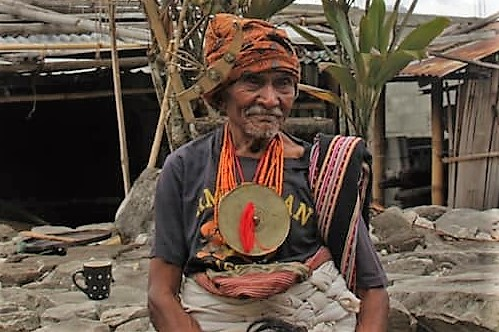
Mann in Mauchiga
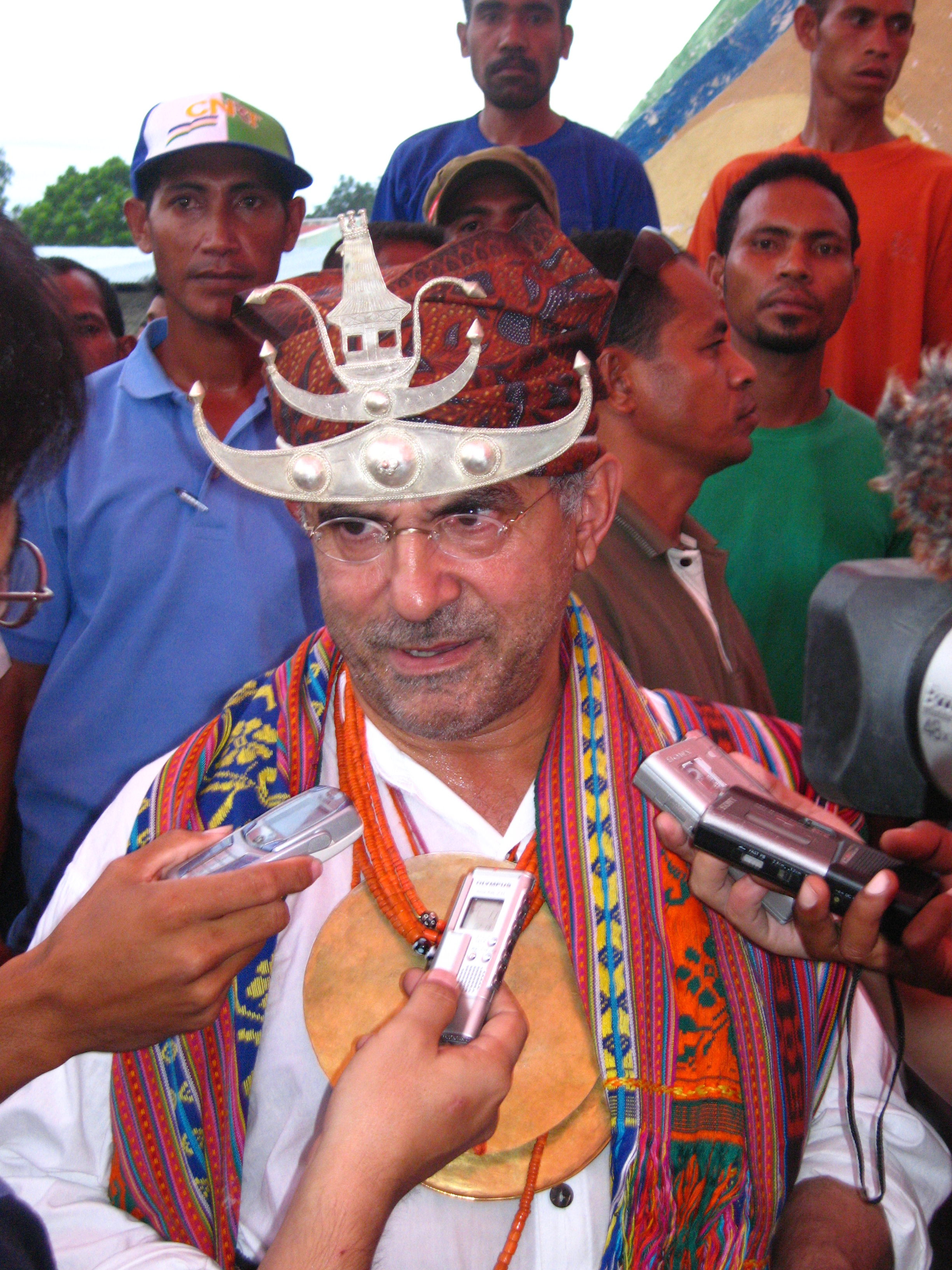
Präsidentschaftskandidat José Ramos-Horta mit Kaibauk und Belak bei einem Wahlkampfauftritt
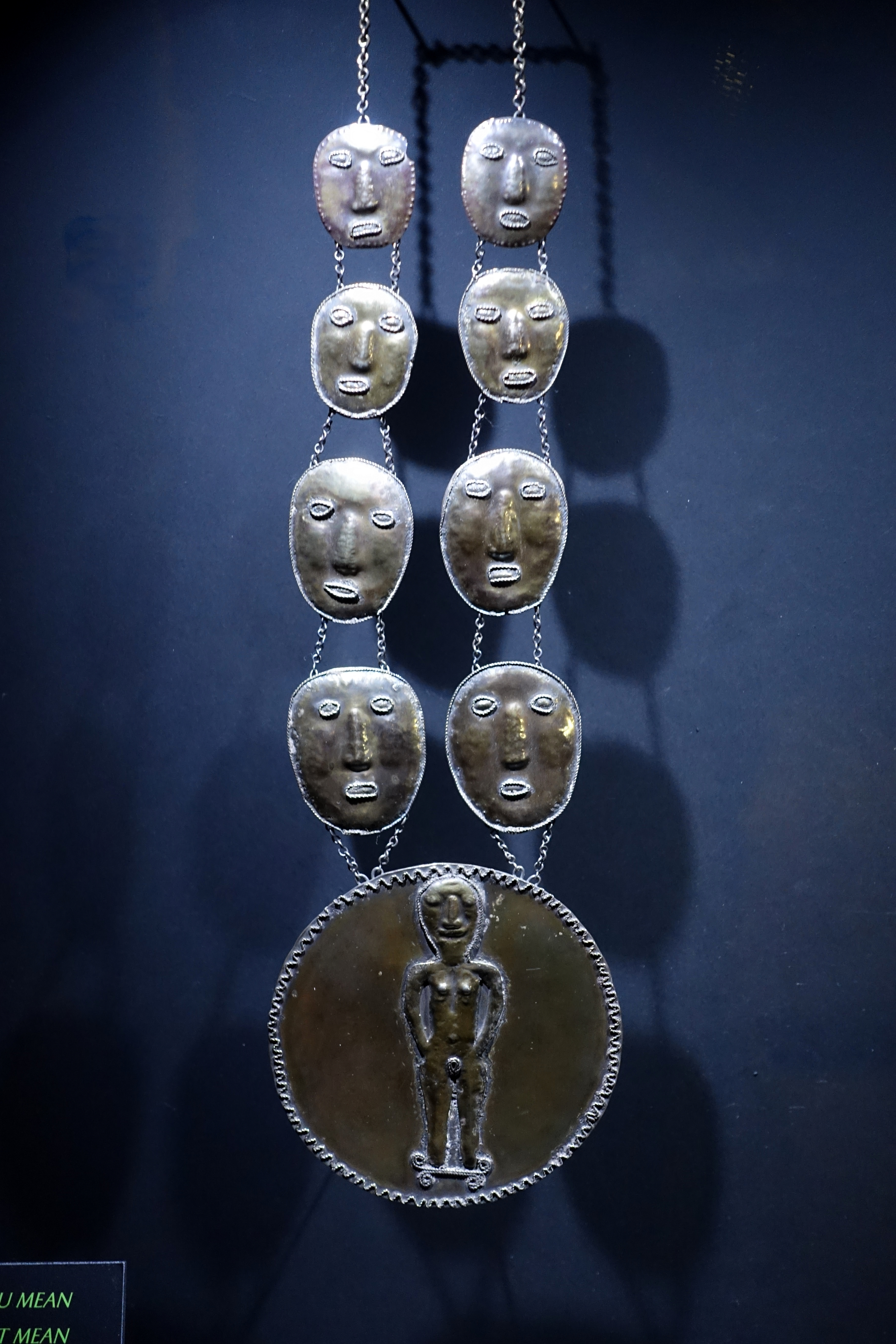
Belak aus Gold aus Atsabe (ca. 1930)

## Sonstiges

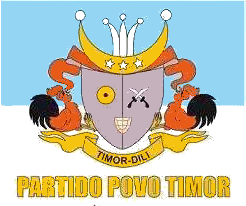
Flagge der PPT

Das kreisrunde Staatsemblem Osttimors wird offiziell Belak genannt. Die konservative, monarchistische Partido do Povo de Timor (PPT) verwendet ein stilisiertes Belak im Wappenschild in ihrer Flagge.